# Еремеевская (Вологодская область)
Еремеевская — деревня в Вытегорском районе Вологодской области.
Входит в состав Алмозерского сельского поселения (с 1 января 2006 года по 9 апреля 2009 года входила в Семёновское сельское поселение), с точки зрения административно-территориального деления — в Семёновский сельсовет.
Расположена на левом берегу реки Кочкомручей. Расстояние до районного центра Вытегры по автодороге — 76 км, до центра муниципального образования посёлка Волоков Мост  по прямой — 26 км. Ближайшие населённые пункты — Ивановская, Койбино, Степановская.
По данным переписи в 2002 году постоянного населения не было.